# خیر و شر

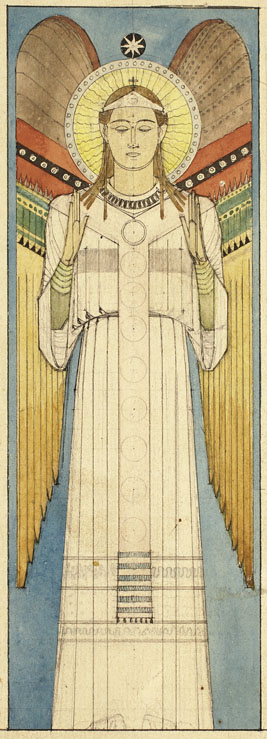
در بسیاری از ادیان، فرشتگان بعنوان موجوداتِ نیک توصیف و شناخته شده‌اند.

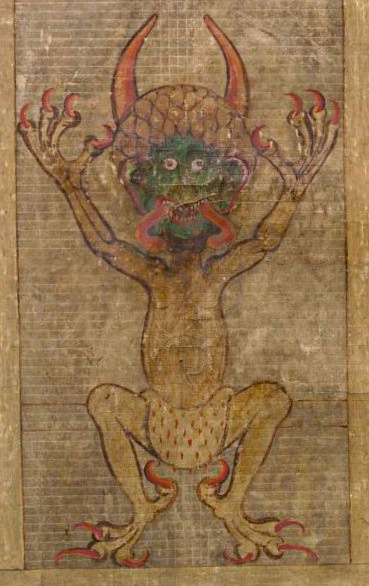
شیطان در قانون‌نامه گیگاس

دوگانهٔ خیر و شر (خوبی و بدی) یا نیک و بد در دین، اخلاق و فلسفه یادآور جایگاه چیزها، خواست‌ها یا رفتارها در یک طیف است که سویه خوبی (خیر)، منش و اخلاق «مثبت» و سویه بدی (شر)، منش «منفی» است. کاربرد خوبی (خیر) بیشتر به زندگی، ایثار، تداوم، خوشحالی، عشق، موفقیت و عدالت وابسته است، و بدی (شر) با اشتباه خودخواسته یا آگاهانه، تبعیض با انگیزه آسیب‌زدن به دیگران، تحقیر آنان یا بی‌احترامی به کرامت آنان، تخریب و خشونت پیوند دارد. در فرهنگ‌های با نفوذِ مذهبی مانندِ آیین مانوی و دین ابراهیمی، بد بیشتر در جایگاه ناسازگار و وارونه خوبی است و همیشه نیکی باید پیروز شود و بدی را باید شکست داد.
شر به‌طور معمول به معنای بی‌اخلاقی عمیق استفاده می‌شود. شر همچنین به عنوان یک نیروی ماوراء طبیعی توصیف شده است. تعاریف شر متفاوت است و تحلیل انگیزه‌های آن نیز تفاوت دارد. با این حال، عناصری که معمولاً با شر همراه هستند، شامل رفتارهای نامتعادل مرتبط با فرصت‌طلبی، خودخواهی، نادانی یا بی‌توجهی می‌باشند.
مطالعه اصلی دربارهٔ خیر و شر (یا اخلاق) در حوزه‌ای به نام اخلاقیات صورت می‌گیرد. اخلاقیات به عنوان شاخه‌ای از فلسفه به بررسی اصول و قواعدی می‌پردازد که انسان‌ها باید در رفتارهای خود رعایت کنند. به‌طور کلی، اخلاقیات تلاش می‌کند تا معیارهایی برای تشخیص رفتارهای درست و نادرست ارائه دهد.
در حوزه اخلاق، سه شاخه اصلی وجود دارد: اخلاق هنجاری که به چگونگی رفتار صحیح می‌پردازد، اخلاق کاربردی که به مسائل اخلاقی خاصی که در زندگی روزمره و حوزه‌های خاصی مانند پزشکی، حقوق، و کسب و کار رخ می‌دهد توجه دارد، و فرااخلاق که به ماهیت خود اخلاق و پرسش‌های فلسفی مرتبط با آن می‌پردازد. این شاخه‌های اخلاق به درک بهتر و عمیق‌تر مفهوم شر و معیارهای ارزیابی آن کمک می‌کنند.

## نیکی
چیز نیک در فلسفه، چیزی است که برجسته و ارزشمند باشد یا چیزی که در جهان، خوب، پسندیده یا هماهنگ باشد. موضوعات (چیزها)، افراد، ایده‌ها و کردارها می‌توانند نیک باشند. بسیاری از فیلسوفان و پژوهندگانِ فلسفه، در موردِ معانیِ نیکی اندیشیده و ایده‌هایی دارند. نیکی یک ارزش است.

### ارزشِ نیکی در فلسفه
نیکیِ فلسفی همیشه نیک است. گرچه هیچ‌یک از مردم به بودنِ آن آگاه نباشند. دستاوردهایِ فلسفی همیشه خوب هستند چون خوبی را در درونِ خود دارند.

## جنگِ نیک و بد در مزدیسنا
در مزدیسنا باور بر این است که در طبیعت دو نیروی متضاد خیر (سپنتا مینو - اثر روشنی) و شر (انگره مینو - اثر تاریکی) وجود دارد که همواره در حال نبرد با یکدیگرند.

### اهریمن
اهریمن موجودی بدنهاد است. اهریمن پلیدی است و برای از بین بردن نیکی تلاش می‌کند، ولی چون دون و پست مایه‌است و اهورامزدا آگاه بر هر چیز است پس سرانجام در پایان کار اهریمن نابود شده و اورمزد بر او چیره می‌شود و کار جهان یکسره به نیکی خواهد گرایید. در این میان، انسان و امشاسپندان و دیگر ایزدان (فرشته‌ها) و موجودات نیک (مزداآفریده) که همگی آفریدهٔ اهورامزدا هستند در مبارزه با دئوه‌ها (دیوها) که موجودات و پدیده‌هایی اهریمنی هستند در تلاشی کیهانی برای پیروزی نیکی بر بدی هستند. اهریمن را در پارسی اهرِمن هم می‌گویند. می‌توان او را همتای شیطان در باورهای سامی دانست.
برخی بر این باورند که:« نیروهای همزادی که در اندیشه انسان پدیدار می‌شوند مخالف نیستند، همگی در هستی انسان نیک اند و قابل ستایش. این انسان است که با اندیشه خود موجب دگرگونی در این هستی می‌شود. همان گونه که آذرگشسب این دو گوهر یعنی نیکی و بدی را مینوی می‌داند و با اندیشه انسان پیوسته می‌خواند، زیرا سنجش نیک و بد با اندیشه انسان است و وجود خارجی ندارد. یعنی نیکی جز سنجش فکری چیز دیگری نیست.»

### سپنتامینیو
سپنتا مینو به معنی خرد مقدس است. انگره مینو یا خرد خبیث در برابر آن قرار دارد.